# Гоцо

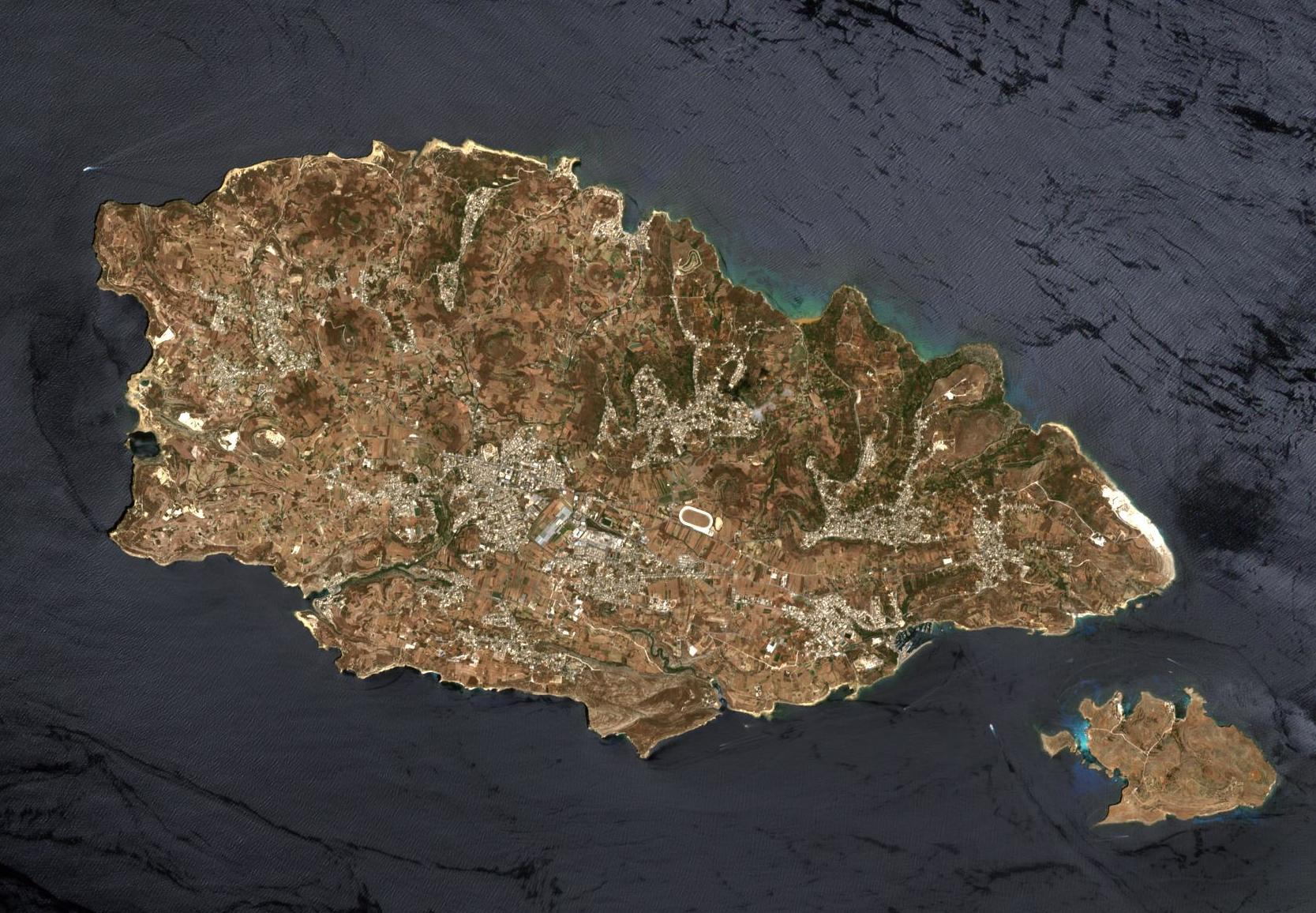
Вид со спутника на остров Гоцо и прилегающий остров Комино

Го́цо (мальт. Għawdex, англ. Gozo, итал. Gozo, др.-греч. Γαῦδον, лат. Gaudus) — остров площадью 67 км² в Средиземном море, входящий в Мальтийский архипелаг. Второй по величине в составе государства Мальта. Главный город — Виктория (до 1887 года именовавшаяся Рабат).
В эпоху раннего неолита на острове Гоцо могло проживать до двух—трёх тысяч человек. Около 5500 года до нашей эры климат стал более засушливым, а почвы начали деградировать, что привело к сокращению местной популяции в позднем неолите — эффективный размер местной популяции составлял 382 или 515 человек. У образца Xaghra5 (2550—2350 лет до н. э.) определили митохондриальную гаплогруппу K1a и Y-хромосомную гаплогруппу H2, у женского образца Xaghra6 (2900—2750 лет до н. э.) определили митохондриальную гаплогруппу В, у образца Xaghra9 (2530—2400 лет до н. э.) определили митохондриальную гаплогруппу H4a1 и Y-хромосомную гаплогруппу G2a2a1a3, у образца Xaghra6 (2900—2750 лет до н. э.) определили митохондриальную гаплогруппу V.

## Рельеф
Гоцо является вторым по величине островом Мальтийского архипелага (после острова Мальта). Расстояние между двумя островами составляет 6 км.
Характерные черты ландшафта — холмы с плоскими вершинами. Рек на острове нет, сохранились только глубокие русла. На острове есть «внутреннее море» — лагуна, соединённая с «большой водой» тоннелем в скалах.
Берега острова представляют собой, в основном, крутые отвесные утёсы. Исключение составляют несколько небольших песчаных отмелей, образующих пляжи.

## Население
Численность населения составляет 31 446 человека (2015), из них около шести тысяч проживают в Виктории.

## Транспорт
Связь с островом Мальта осуществляется посредством паромной переправы, перевозящей как пассажиров, так и автомобили. Суда курсируют между портом Мджарр на острове Гоцо и мальтийскими портами Чиркеува (30 минут) и Са-Мейсон (1 час 15 минут).

## Туризм
На Гоцо имеется множество туристических объектов. Главные курорты — Шленди, Марсальфорн, Мджарр.
Вдоль побережья размечена туристическая 50-километровая тропа — Gozo Coastal Walk.

## Достопримечательности
Основными достопримечательностями острова являются:
- мегалитический храм Джгантия («место гигантов»),
- собор Санта-Мария,
- форт[фр.] Цитадель (Citadella), построенный адмиралом Шамбре[6],
- базилика Та’Пину (Ta’Punu),
- Церковь Иоанна Крестителя в Шеукии,
- природные достопримечательности: утесы Саннат (Sannat Cliffs), арка в море Wied Il-Mielaħ, залив Wied il-Għasri,
- соленые озерца (Salt Pans).[5]

На севере расположены песчаные пляжи Рамла, Сан-Блас, Хондо-ир-Руммин.
Сувенирная продукция — кружево.
Популярностью среди туристов и любителей хай-дайвинга пользовалось «Лазурное окно» — скальная арка естественного происхождения высотой 28 метров, расположенная на западе острова. Скале был присвоен статус объекта всемирного наследия ЮНЕСКО. Однако 8 марта 2017 года произошло разрушение арки вследствие естественной эрозии.
В бухте Дуэйра (Dwejra) снимали первый сезон сериала «Игра Престолов».

## Спорт
На острове была своя сборная по футболу, входившая в NF-Board до его распада в 2013 году.